# Drymonia melanochroa
Drymonia melanochroa är en fjärilsart som beskrevs av Schultz. 1904. Drymonia melanochroa ingår i släktet Drymonia och familjen tandspinnare. Inga underarter finns listade i Catalogue of Life.